# Mondvertrag
Der sogenannte Mondvertrag – eigentlich Agreement Governing the Activities of States on the Moon and Other Celestial Bodies (Übereinkommen zur Regelung der Tätigkeiten von Staaten auf dem Mond und anderen Himmelskörpern) – ist eine gescheiterte Ergänzung des Weltraumvertrages. Er sollte das Eigentum an Himmelskörpern regeln.

## Inhalt und Ziel
Ziel des Mondvertrags war es, sämtliche Eigentumsansprüche an Himmelskörpern der internationalen Gemeinschaft – oder allen Menschen gleich – zur Verfügung zu stellen. Während der Weltraumvertrag dies bereits für die Regierungen geregelt hat, sah der Mondvertrag dieses Ziel auch bei Unternehmen und Privatpersonen. Niemand darf privilegiert werden durch persönlichen Besitz im All. Stattdessen sollten alle Menschen und Unternehmen die gleichen Möglichkeiten erhalten, die Ressourcen und wissenschaftlichen Möglichkeiten zu nutzen.
Der Mondvertrag sollte folgendes bewirken:
- Militärische Präsenz im Weltraum soll unterbunden sein
- Aktivitäten, die einzelnen Nationen zu mehr Profit verhelfen und andere vernachlässigen, sind zu unterlassen
- Sämtliche Aktionen müssen bei der UNO angemeldet und vom Generalsekretär genehmigt werden

Das Ziel sollte die friedliche Nutzung der Himmelskörper sein, ein Miteinander und kein Gegeneinander.

## Geschichte

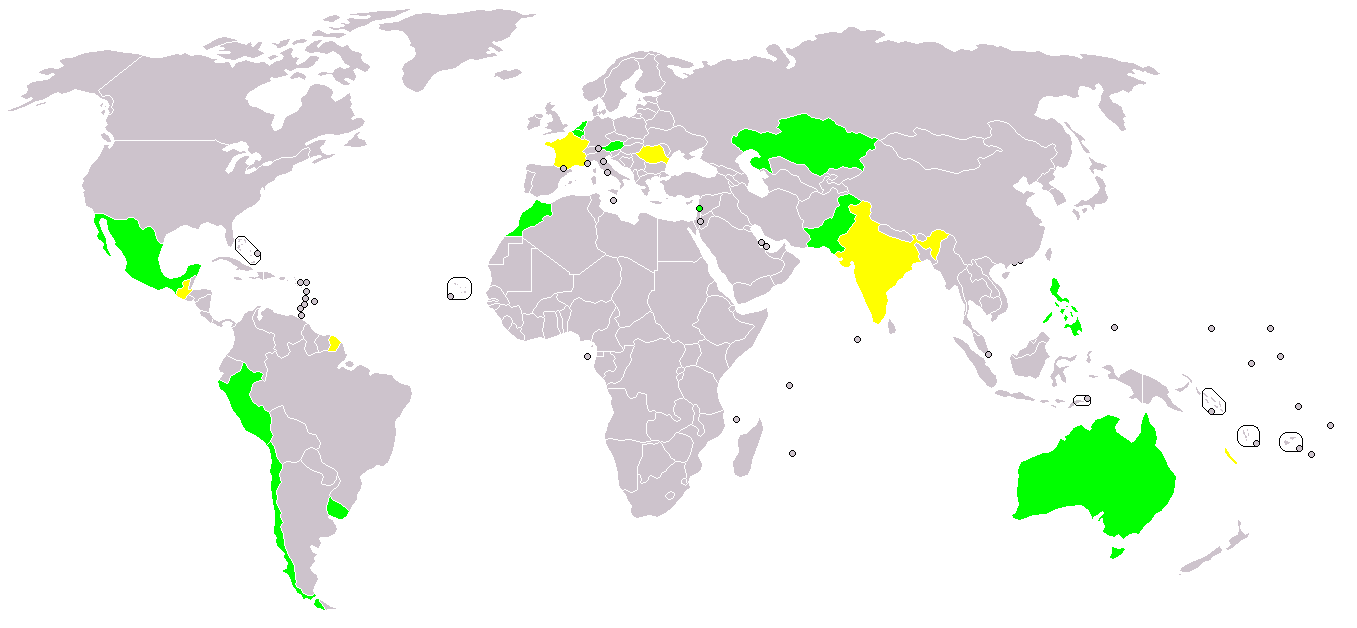
signiert und ratifiziert
nur signiert

Der Vertrag wurde 1979 zur Unterschrift bei den Vereinten Nationen vorgelegt. 1984 fanden die Unterzeichnungen und Ratifizierungen statt.
Der Vertrag gilt allerdings als gescheitert. Nur 18 Staaten haben den Vertrag ratifiziert, weitere vier haben ihn unterzeichnet. Nur Belgien stellte zum Ratifizierungszeitpunkt Weltraumfahrer. Besondere Gegenwehr kam aus den USA, da diese ihre freien Rechte auf Profit und Ressourcen gefährdet sahen.
Vertragsparteien des Mondvertrags sind: Armenien, Australien, Belgien, Chile, Kasachstan, Kuwait, Libanon, Mexiko, Marokko, die Niederlande, Österreich, Pakistan, Peru, Philippinen, Saudi-Arabien, die Türkei, Uruguay und Venezuela. Unterzeichnet aber nicht ratifiziert haben: Frankreich, Guatemala, Indien und Rumänien.